# Clepsiphyes pigra
Clepsiphyes pigra är en fjärilsart som beskrevs av Edward Meyrick 1921. Clepsiphyes pigra ingår i släktet Clepsiphyes och familjen vecklare. Inga underarter finns listade i Catalogue of Life.